# Reduta

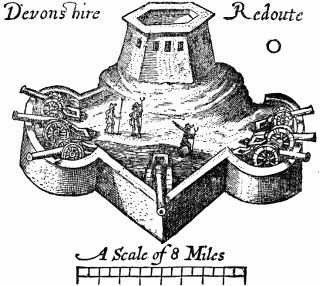
Ilustrace reduty v Devonshire z roku 1614

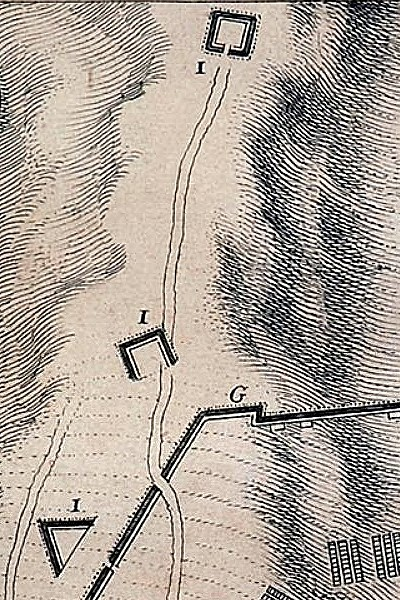
Reduty různých tvarů (I) bránící přístup do švédského vojenského tábora (G) u Horní Moštěnice, 1643

Reduta (francouzsky redoute  – útočiště) je pevnost či pevnostní systém, který obvykle sestává z uzavřeného obranného postavení umístěného vně hlavní pevnosti. Je určena k ochraně vojáků, kteří jsou mimo hlavní obrannou linii. Často bývala stavěna ve spěchu. Reduty byly v koloniální době součástí vojenské strategie mnoha evropských mocností. Jejich počátky však lze sledovat až do středověku.

## Typy redut
Nejjednodušší reduty byly polním opevněním sestávajícím z příkopu a náspu většinou uzavřeného čtyřstranného půdorysu. Zpravidla byla reduta stavěna pouze v tupých úhlech. Posádku tvořilo 100 až 300 vojáků a nejméně jedna dělostřelecká baterie. Reduty trvalejšího typu byly zesíleny pomocí prvků vyzděných z cihel a kamene. Střelce pak chránila nejen nasypaná předprseň, ale často zeď se střílnami. V týlu či středu permanentní reduty pak bývala zesílená pevnůstka (reduit), kam se mohla posádka stáhnout v případě, že nepřítel zdolal hlavní násep reduty.

## Významné reduty
Reduty byly neodmyslitelným prvkem předsunuté obrany u stálých pevností i polních opevnění v éře francouzského maršála Vaubana; v 19. století však již jejich význam upadal, neboť jejich rozměry neumožňovaly umístit dostatečnou palebnou sílu.
Reduty sehrály významnou úlohu například v bitvě u Poltavy (1709), bitvě u Yorktownu (1781) v bitvě u Borodina (1812) nebo při obléhání Plevna (1877).